# Dōjō

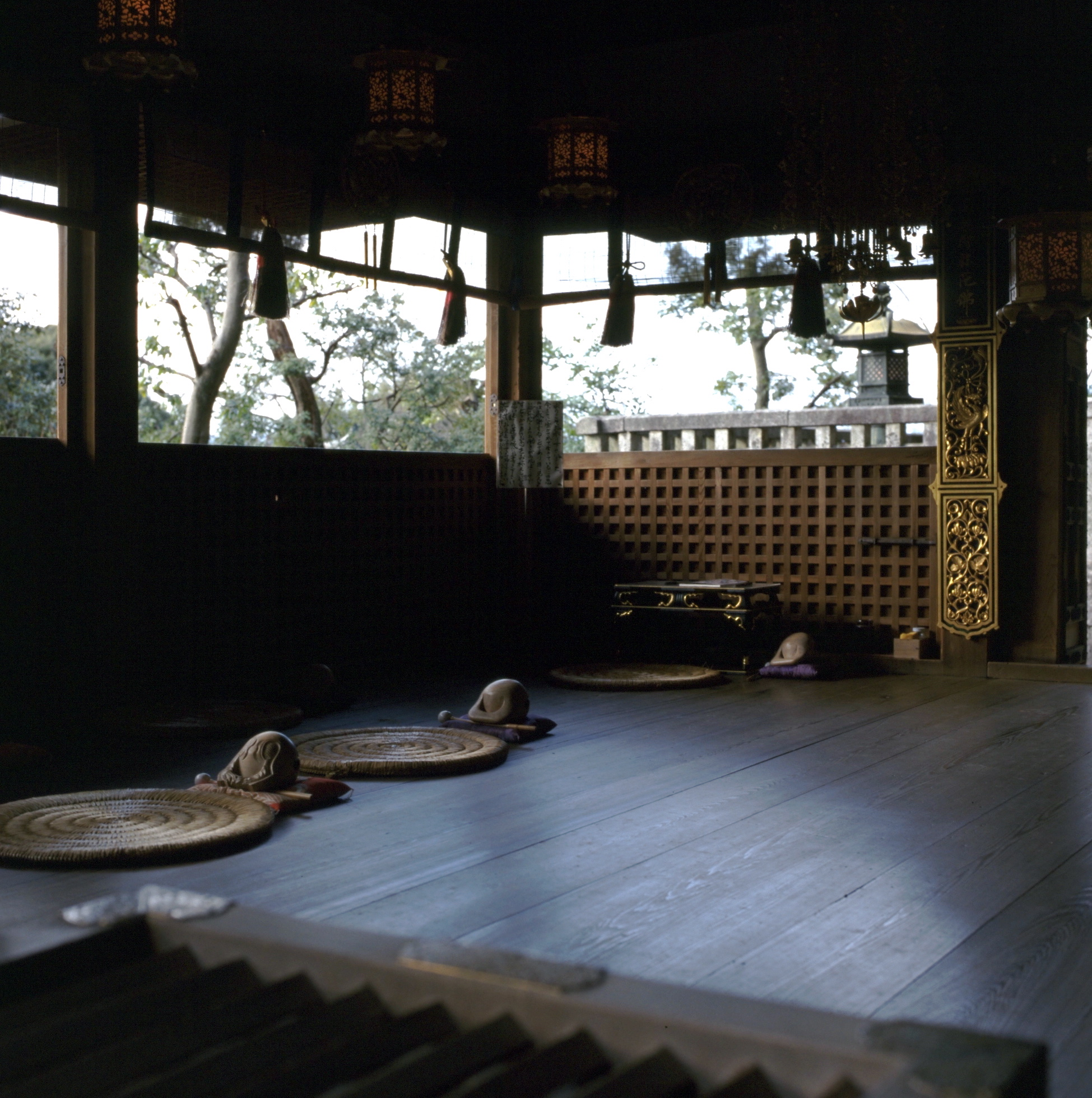
Dōjō de meditación zen en Kioto (Japón).

Dōjō  [doːdʑoː] es el término empleado en Japón para designar un espacio destinado a la práctica y enseñanza de la meditación o las artes marciales tradicionales modernas o gendai budo. En japonés, dōjō (道場?) significa literalmente: «lugar del camino» —donde la palabra dō viene del chino dao o tao). Tradicionalmente es supervisado por un maestro de la vía/del camino, el sensei.

## Descripción y distribución del espacio en un dōjō
El dōjō es un espacio cerrado o al aire libre de forma rectangular o cuadrada, influenciado por el sintoísmo japonés donde cada área posee un nombre y una función determinada. El frente del dōjō, comúnmente, recibe varios nombres: shomen, kamiza, kamidana y tokonoma. Pero estos términos no son sinónimos, sino que cada uno tiene un significado diferente, he aquí las diferencias:
- Kamiza o Shinza (上座): es el asiento de los instructores al frente del dōjō.
- Kamidana (神棚):  es el altar sintoísta o budista, presente al frente del dōjō. En él se da la bienvenida a los espíritus de los ancestros o "kami"; contiene símbolos tradicionales o las imágenes de los maestros fundadores del arte marcial a desarrollar.
- Shomen (正面): es el frente del dōjō, la pared opuesta a la entrada. En la tradición japonesa, suele apuntar al norte.
- Tokonoma (床の間): en el dōjō, se refiere al espacio físico donde se encuentra el kamidana.

Otras partes:
- Joseki: es el lado derecho del dōjō, donde se sientan los estudiantes de mayor grado o experiencia.
- Shimoseki: es el lado izquierdo del dōjō, donde se sientan los estudiantes que aún no poseen suficiente experiencia o grado en el arte marcial a desarrollar.
- Shimoza (下座): es el lado opuesto al kamiza, donde los estudiantes se sientan por orden de graduación según el grado por cinturones (kyu - Dan) o antigüedad, en filas .

## Losdōjōsen las artes marciales

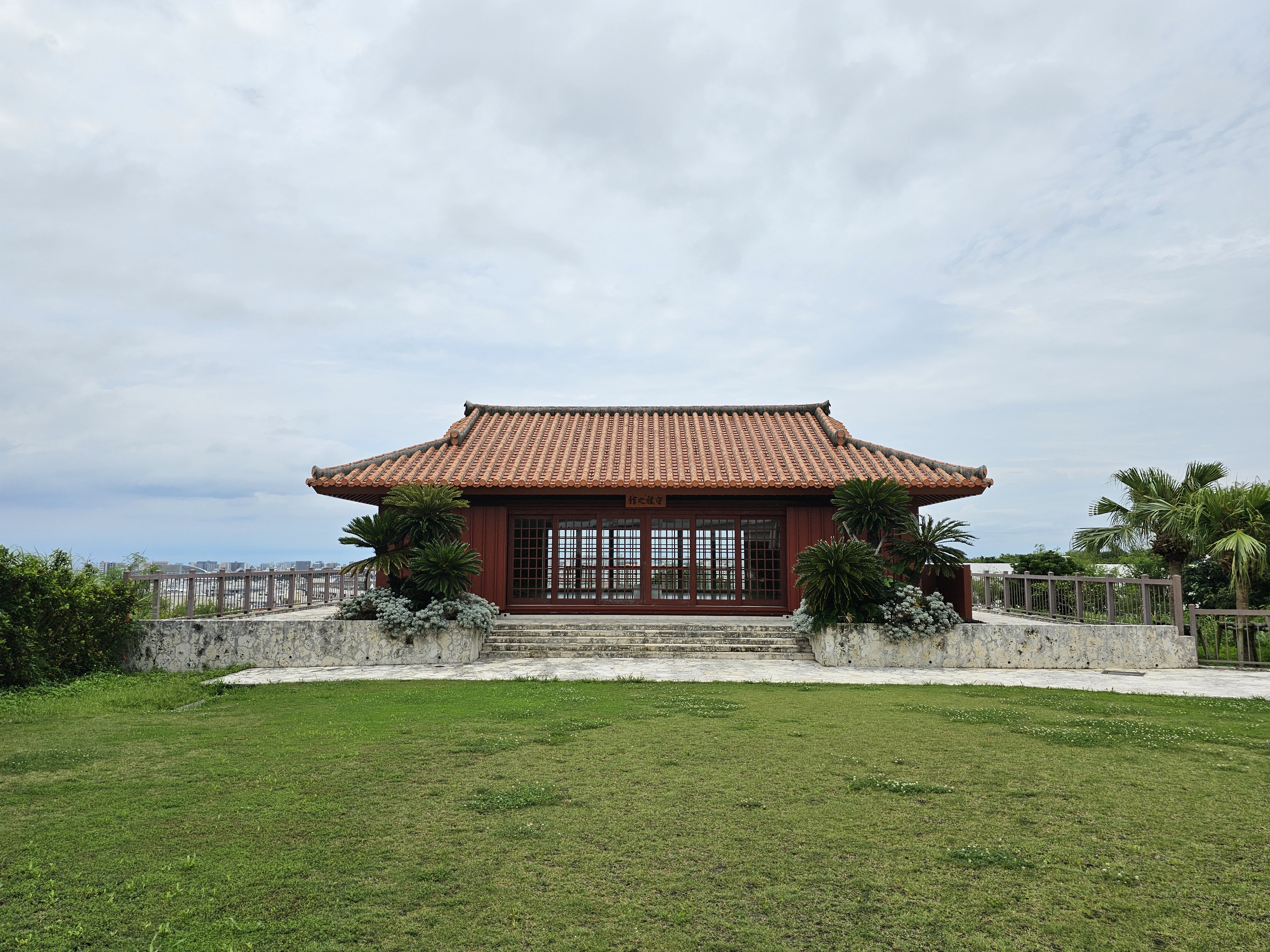
Dojo tradicional - Karate Kaikan en Tomigusuku cerca de Naha, Prefectura de Okinawa.

Debido a la relación del guerrero medieval japonés o samurái con la filosofía de vida del budismo zen, muchos dōjō antiguos y contemporáneos aún se destinan a la práctica de las diferentes artes marciales del Japón como Kenjutsu, Ninjutsu, Jujutsu, Karate-Do, Judo, Aikido, Kendo, Iaidō; más conocidas como budō. Incluyendo no solo la parte física de la práctica sino además la preparación mental, incluida en la meditación sentada o "Zazen", y el condicionamiento voluntario bajo un código de conducta o Dojo Kun.
Otras disciplinas modernas coreanas copiaron el concepto del lugar y los diferentes rituales y orden de los elementos y de los estudiantes; en sus sitios de práctica después de la Segunda Guerra Mundial (1939-1945), o de la guerra de Corea (1950 - 1953) como en el caso del Taekwondo, el Tangsudo / Tang soo do, y en el Hapkido donde sus salas de práctica toman el nombre de dochang.
En muchos estilos clásicos y tradicionales, al comienzo y al final de cada sesión de entrenamiento, los estudiantes hacen una limpieza ritual del  dōjō, llamada sōji. Además de sus obvias ventajas higiénicas, la limpieza regular enseña disciplina y refuerza el mensaje zen respecto a la responsabilidad de todos, de mantener el lugar donde se sigue el camino o dōjō, en perfectas condiciones, siendo no solo la responsabilidad de los instructores o del maestro.

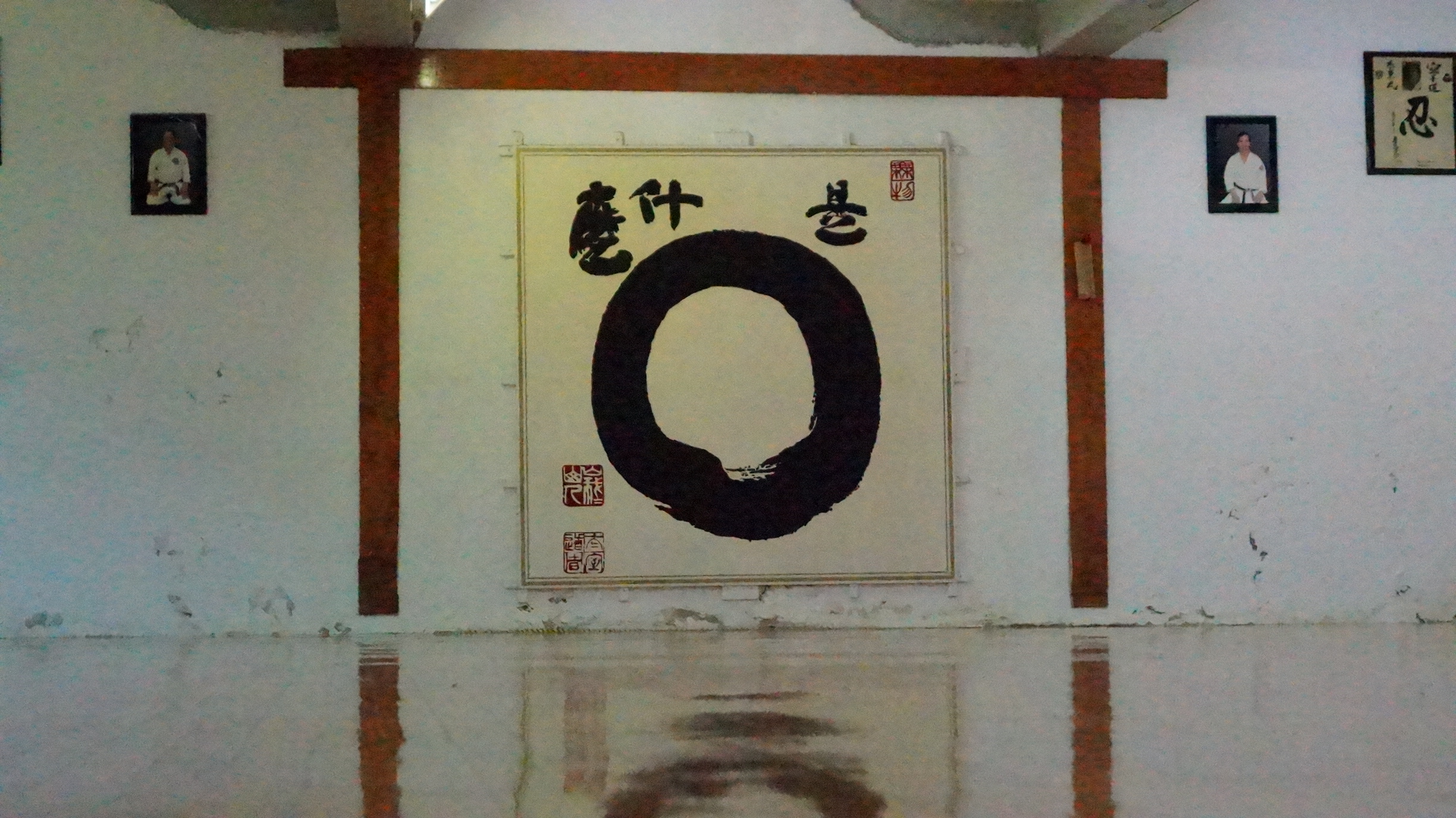
Rōmaji que significa «contacto» del ex recinto de atletas de la U.N.A.M.

Actualmente los dōjōs se encuentran en desuso debido al aumento de la práctica de los deportes de combate modernos, como el Boxeo, el Kickboxing, y las artes marciales mixtas. las cuales se enseñan y realizan en salas de entrenamiento ubicadas en la mayoría de gimnasios.

## Meditación
En Japón, el término dōjō también tiene relación con el budismo zen y la práctica de la meditación zazen, igualándose al término zendo. El zazen busca un estado de contemplación en el que el practicante adquiere un estado de desapego/aislamiento del mundo material, de las sensaciones, de la temporalidad, de las ideas vanas y egoístas que impiden una visión directa de la realidad.